# 北海道札幌白陵高等学校
北海道札幌白陵高等学校（ほっかいどう さっぽろはくりょうこうとうがっこう、Hokkaido Sapporo Hakuryo High School）は、北海道札幌市白石区東米里に所在する道立高等学校。

## 概要
札幌市の道立高等学校では北海道有朋高等学校と同じ単位制を採用しているが学年制の名残で学年は1-3学年となっている。基本的には留年はなく、学年末の職員会議にて成績が悪い生徒にのみ単位取得試験を行い単位を修得する方式を採用している。
2018年に開催された第38回高校生クイズ北海道大会に出場し、北海道2位という成績を収めた。
校名の由来
札幌市白石区の「白」に、清潔さ、広大な北海道、無限の可能性をイメージし、高く伸びていく「陵」を加え「白陵」となった。
校章と校歌
- 校章（1995年制定）- 雄大な北海道、大地へ力強く羽ばたく翼をイメージし、山本美里によってデザインされた[1]。
- 校歌（1996年制定）- 校長の内田政明[2]が作詞し、田川昭が作曲した[1]。

制服
2011年4月より単位制移行と同時に、制服が従来の緑ブレザーから黒のスーツブレザーへと変更になった。男女共にベスト着用となっている。

## 進学・就職
毎年、人数に増減はあるが、大学・専門学校に50名程が進学し、このうち15名程が私立大学や短期大学に進んでいる。40名程が就職し、このうち数名が公務員となっている。

## 沿革
1993年6月に北海道議会定例会で札幌市の白石区東米里に石狩地区高等学校用地財産取得が提案される。7月に同定例会で用地取得経費議決、用地取得。1995年10月に北海道石狩地区高等学校開校準備室（仮称）が北海道札幌厚別高等学校に設置され、同月に校舎が竣工した。12月に山本美里によってデザインされた校章が決定した。同月26日に北海道議会定例会で北海道立学校条例一部改正が議決し、校名「北海道札幌白陵高等学校」が決定した。1996年4月1日に開校した。11月に校歌が制定された。 2003年3月に第2体育館が竣工。2009年9月に2011年度から全日制普通科単位制導入することが決定された。2011年4月から全日制課程普通科単位制を導入された。
年表
- 1993年（平成5年）- 北海道議会定例会で議決し用地取得[2]。
- 1995年（平成7年）- 北海道札幌厚別高等学校に開校準備室を設置、校舎竣工、校章と校名を決定[2]。
- 1996年（平成8年）- 北海道札幌白陵高等学校が開校、校歌制定[2]。
- 2003年（平成15年）- 第2体育館竣工[2]。
- 2011年（平成23年）- 全日制課程普通科単位制を導入、新制服を採用[2]。

## 教育目標
- 感謝の心を持ち、社会に貢献する人間の育成[5]。
- 自ら進んで視野を広め、知性を置く人間の育成[5]。
- 心身を鍛え、たくましく生きる人間の育成[5]。

## 教育課程
- 全日制課程
  - 普通科

## 学校行事
学校行事は以下の通り。
- 4月 - 始業式、入学式、基礎力診断テスト（1年）、総合学力記述模試（3年）、実力診断テスト（3年）、基礎力診断テスト（2年）、宿泊研修（1年）
- 5月 - 壮行会、共通テスト模試（3年）
- 6月 - 前期中間考査、ベネッセ総合学力テスト（1・2年）、実力診断テスト、総合学力記述試験（3年）
- 7月 - 白陵祭、夏季休業、夏季講習
- 8月 - 前期期末考査
- 9月 -
- 10月 - 後期始業式、ベネッセ総合学力テスト（1・2年）、実力診断テスト（1・2年）、ベネッセ・駿台共通テスト模試（3年）、見学旅行（2年）、開校記念日
- 11月 - 後期中間考査
- 12月 - 体育大会、冬季休業、冬期進学講習
- 1月 - 大学入学共通テスト、ベネッセ総合学力テスト（1・2年）、実力診断テスト（1・2年）、基礎力診断テスト（1・2年）、後期期末考査（3年）
- 2月 - 大学入学共通テスト模試（2年）、後期期末考査（1・2年）
- 3月 - 卒業式、終業式、学年末休業

## 部活動・外局
運動部
- サッカー部
- 弓道部
- 卓球部
- 男子バドミントン部
- 女子バドミントン部
- 男子バスケットボール部
- 女子バスケットボール部
- 女子バレーボール部

文化部
- 吹奏楽部
- 茶華道部
- 書道部
- グッドホーム部
- 美術部
- ボランティア部
- 国際交流部

外局
- 図書局
- 放送局

## 交通アクセス
交通手段としてはJR駅の札幌駅と地下鉄東西線の3駅（菊水駅、白石駅、新さっぽろ駅）からバスが運行している。都心部から離れているため、交通の利便性からバス（夏季期間は自転車）を利用する生徒が多いが、9-15時台はジェイアール北海道バスしか通らないため、地下鉄新さっぽろ駅・白石駅方面へ向かう生徒は上記時間帯は約20-30分離れた北海道中央バス白石営業所まで徒歩で移動する生徒が多い。または当高校が始発のジェイアール北海道バスを利用する生徒もいる。
- ジェイ・アール北海道バス 「白陵高校前」停留所下車、徒歩1分[8]。
  - 菊7 米里線（地下鉄菊水駅発）[8]
  - 5 米里線（JR札幌駅発、バスセンター・地下鉄菊水駅経由）[8]
  - 7 米里線（JR札幌駅発、地下鉄菊水駅経由）[8]
- 北海道中央バス 「白陵高校」停留所下車、徒歩1分[8]。
  - 白23 北郷線（地下鉄白石駅発、JR白石駅北口経由）[8]
  - 白24 川下線（地下鉄白石駅発、JR白石駅経由）[8]
  - 白27 山本線（地下鉄新さっぽろ駅発、地下鉄ひばりが丘駅経由）[8]
  - 白38 厚別通線（地下鉄新さっぽろ駅発）[8]

登下校時、北郷線1便と厚別通線1便をスクール便として運行し、土日祝日、休校日は運休となる。